# Tipologia arqueológica
Em arqueologia, uma tipologia arqueológica é o resultado da classificação de artefatos arqueológicos de acordo com suas características físicas. Os produtos da classificação, ou seja, as classes também são chamadas de tipos. A maioria das tipologias arqueológicas organiza artefatos portáteis em tipos, mas tipologias de estruturas maiores, incluindo edifícios, monumentos de campo, fortificações ou estradas, são igualmente possíveis. Uma tipologia ajuda a gerenciar uma grande massa de dados arqueológicos. De acordo com Doran e Hodson, "esta tarefa superficialmente direta provou-se um dos aspectos mais demorados e controversos da pesquisa arqueológica".
Na arqueologia pré-histórica, uma tipologia lítica é uma lista de tipos de objetos de pedra lascada, na maioria das vezes ferramentas ou ferramentas presumidas, com atributos característicos (morfologia, dimensões, técnicas de fabricação, material, etc.). O uso de categorias descritivas padronizadas definidas em tipologias (geralmente referidas como “listas tipológicas” na arqueologia pré-histórica) pode então ser analisado usando procedimentos estatísticos. A tipologia, portanto, torna possível comparar conjuntos de indústrias líticas associadas a camadas arqueológicas e, portanto, descrever sua evolução ao longo do tempo ou diferenciar conjuntos contemporâneos correspondentes a tradições ou atividades distintas.

## História
Embora ainda sem princípios claramente articulados, técnicas tipológicas podem ser encontradas na obra de antiquários desde o início da Idade Moderna. Por exemplo, nos anos 1530, John Leland identificou tijolos romanos em diversos sítios arqueológicos diferentes, distinguindo-os de tijolos mais modernos com base em seu formato e tamanho. No final do século XVI, antiquários reconheciam que efígies monumentais medievais representadas com suas pernas cruzadas eram normalmente representações de pessoas mais velhas do que aquelas representadas com pernas retas. No final do século XVII, John Aubrey publicou sequências evolucionárias baseadas em informações tipológicas para arquitetura, caligrafia, escudos e trajes do período medieval, chamando sua técnica de "comparative antiquitie" (antiquariato comparativo). Os fundamentos do desenvolvimento da arquitetura gótica medieval foram refinados no século XVIII, com uma importante obra publicada por James Bentham em 1771 (History and Antiquities of Ely Cathedral), culminando na sequência bem estabelecida de estilos publicada por Thomas Rickman em 1817.

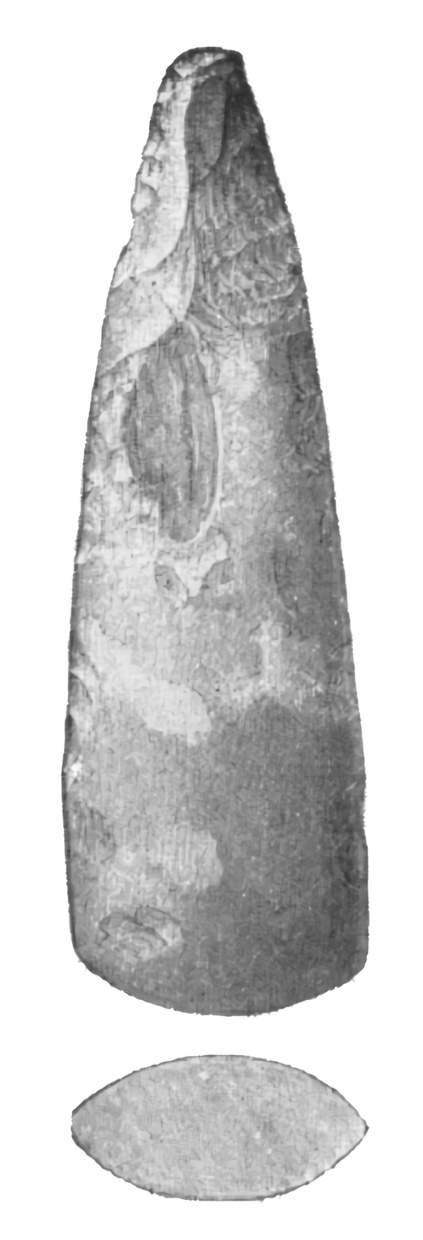
Machado pontiagudo
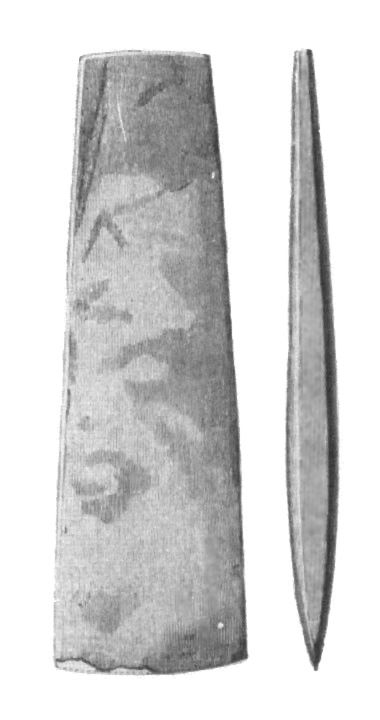
Machado de pescoço fino
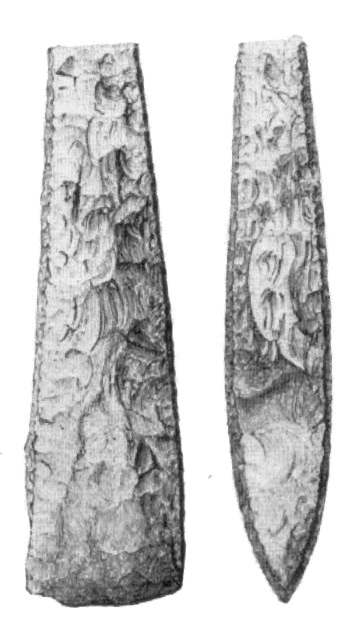
Machado de pescoço grosso